# Hugo von Mohl
Hugo von Mohl (Stuttgart, 8 de abril de 1805 - Tübingen, 1 de abril de 1872) foi um botânico alemão.